# Brezovci, Dornava
Brezovci este o localitate din comuna Dornava, Slovenia, cu o populație de 97 de locuitori.